# Комаров, Виктор Владимирович
Ви́ктор Влади́мирович Комаро́в (прозвище «Пи́фа»; род. 7 января 1961, Свердловск, РСФСР, СССР) — советский и российский музыкант, участник групп «Nautilus Pompilius», «Настя» и др.

## Биография
Прозвище «Пифа» придумали его родители, когда он в 3-х летнем возрасте пришёл на ёлку в костюме пса со страниц газеты французских коммунистов «L’Humanité», по имени Пиф.
Окончил музыкальную школу, Свердловский архитектурный институт.
Однокурсник создателей Наутилуса, а затем и участник группы ещё в студенческом её виде. За неделю до начала записи «Невидимки» в начале 1985 года Бутусов и Умецкий вновь пригласили Виктора в группу в роли клавишника.
В институте Пифа что-то „нарезал“ на рояле, и мы, естественно, посчитали, что он великий пианист. Когда мы его пригласили, то выяснилось, что он, возможно, и не очень сильный исполнитель, но зато — великий прикольщикпо воспоминаниям Бутусова.
Параллельно игре в НАУ Комаров работал конторским рабочим в Главснабе. Отличался на фоне группы тем, что лучше других умел управляться с синтезатором «Yamaha» и был владельцем автомобиля ВАЗ-21011 «Жигули», который также носил неформальную кличку «Голубой мул».
Был клавишником группы вплоть до распада «звёздного» состава в 1988-ом. Работал с «Настей» и Алексеем Могилевским в его проекте «Ассоциация содействия возвращению заблудшей молодёжи на стезю добродетели». В 1989-90 годах играл в составе группы Александра Тропынина «Траппа».
Живёт в Екатеринбурге.
С января 2016 года по июнь 2024 года — участник музыкального коллектива «НАМБАТУ» (клавиши, бэк-вокал).
С июня 2024 года — участник группы «Riddimmonstaz» (клавишные).